# Vuolip Corvvosjávri
Vuolip Corvvosjávri är en sjö i Kiruna kommun i Lappland och ingår i Torneälvens huvudavrinningsområde. Sjön har en area på 0,277 kvadratkilometer och ligger 816,2 meter över havet.